# Chiosco

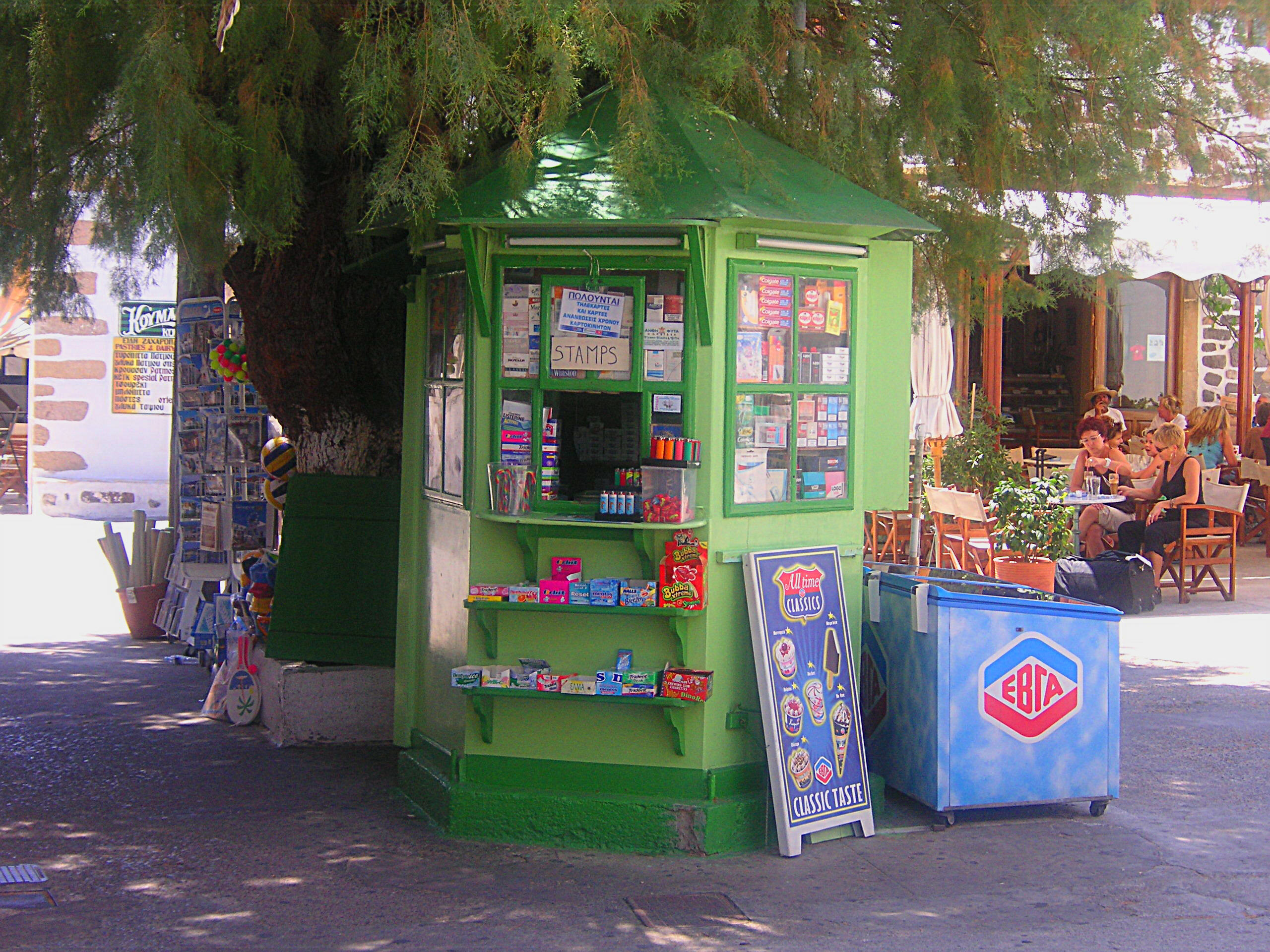
Chiosco greco

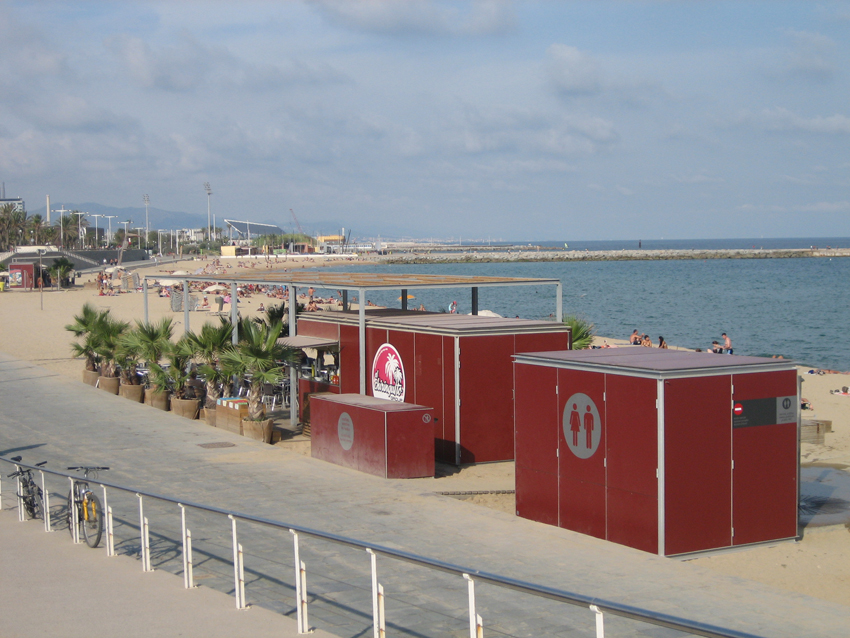
Chioschi prefabbricati modello habana per usi diversi sulle spiagge di Barcellona, Spagna

Il chiosco è un piccolo esercizio commerciale che in luoghi pubblici somministra alimenti, vende giornali (in questo caso può prendere il nome di edicola) e altro. Spesso assume la funzione di punto d'incontro e aggregazione sociale.

## Descrizione
Il termine deriva dal persiano "kušk" che i turchi pronunciano "köşk" e che significa padiglione, piccolo palazzo.
In Sicilia i cosiddetti cioschi sono specializzati nella somministrazione di bibite analcoliche e, soprattutto, nella preparazione del seltz, limone e sale e di miscele di seltz e sciroppi. Hanno struttura architettonica di origine araba, a pianta circolare, sorretta da colonnine e aperta sui lati.
Un chiosco detto della musica può anche essere concepito per ospitare gruppi musicali che eseguono concerti.